# 卡尔拉佐
卡尔拉佐（義大利語：Carlazzo），是意大利科莫省的一个市镇。总面积12平方公里，人口2963人，人口密度246.9人/平方公里（2009年）。ISTAT代码为013047。